# Явара-Нева
Спортивный клуб дзюдо «Ява́ра-Нева́» — был организован в 1998 году на базе Комплексной Школы высшего спортивного мастерства (КШВСМ) в Санкт-Петербурге.

## Ключевые фигуры
- Владимир Путин — почётный президент клуба с 1998 года[2]
- Аркадий Ротенберг — генеральный директор клуба с 1998 года[3]
- Виктор Зубков — председатель ревизионной комиссии[3]
- Таймураз Боллоев — председатель Попечительского Совета[3]
- Владимир Шамахов — учредитель клуба[4]
- Виталий Макаров — исполнительный директор, член клуба, призёр Олимпийских игр 2004 года, чемпион мира 2001 года по дзюдо[5]
- Геннадий Тимченко — соучредитель клуба[6]

## Тренеры
С 2000 года женскую команду клуба возглавлял заслуженный тренер РФ Анатолий Рахлин, ранее тренировавший нынешних ветеранов клуба в спортивном клубе «Турбостроитель». Сейчас в клубе тренирует его сын Михаил.
Также в клубе работают тренерами Виталий Макаров, Дмитрий Морозов, Хасанби Таов.
Врач клуба Валерий Наталенко.

## Спортсмены
По информации с сайта клуба, среди воспитанников значатся следующие спортсмены-мужчины:
- Арсен Жораевич Галстян
- Михаил Сергеевич Пуляев
- Мансур Мустафаевич Исаев
- Муса Хож-Ахматович (Хож-Ахметович) Могушков
- Иван Витальевич Нифонтов
- Мурат Владимирович Хабачиров
- Хасан Магометович Халмурзаев
- Кирилл Георгиевич Денисов
- Тагир Камалудинович Хайбулаев
- Андрей Викторович Волков
- Ренат Маликович Саидов
- Михаил Сергеевич Игольников
- Денис Николаевич Ярцев
- Хусейн Магометович Халмурзаев
- Гасымов Руслан Мирагаевич

Спортсмены-женщины воспитанницы клуба:
- Наталья Юрьевна Кузютина
- Наталья Николаевна Павлова
- Галия Сагитова
- Екатерина Игоревна Валькова
- Ирина Александровна Заблудина
- Анастасия Александровна Конкина
- Диана Джигарос
- Марта Александровна Лабазина
- Пари Анварбеговна Суракатова
- Ирина Сергеевна Газиева
- Алёна Юрьевна Прокопенко
- Наталья Геннадьевна Соколова
- Айдана Нагорова
- Ксения Эдуардовна Чибисова

## Награды
Клубный Кубок Европы среди мужчин в 2001, 2002, 2004, 2005, 2007, 2010 и 2014 годах.
Клубный Кубок Европы среди женщин в 2002, 2004 и 2016 годах

## Застройка островов на Неве
О планах клуба по застройке Бычьего острова стало известно с 2003 года. И в 2005 земля уже была передана под условие реализации строительства. Однако, вплоть до 2011 никаких работ не велось. Тем не менее к 2015 году проект был реализован и на острове выросли современные здания. Процесс строительства вызывал интерес гражданских активистов.
Кроме того, известно и о планах по застройке соседнего Безымянного острова.
При всём этом, на официальном сайте клуба никакой информации о строительстве новых зданий для своих нужд не размещено до сих пор (31.08.2017).